# Mirjana Lučić Baroni
Mirjana "Mikica" Lučić Baroni (Dortmund, 9. ožujka 1982.) hrvatska je tenisačica.

## Životopis
Lučić je počela igrati tenis s 4 godine. Odrasla je u Makarskoj, kamo se obitelj vratila iz Njemačke. Kao juniorka osvojila je US Open 1996. godine u singlu, te Australian Open 1997. u singlu i paru, čime je postala, uz Martinu Hingis i Jennifer Capriati, jedna od 3 igračice u povijesti koje su s 14 godina osvojile 2 juniorska Grand Slama.
S profesionalnim tenisom Lučić je počela 26. travnja 1997. godine, nastupom na Croatian Bol Ladies Open turniru u Bolu, gdje je osvojila naslov. U drugo finale te godine probila se u Strasbourgu, gdje je izgubila od Steffi Graf.
Godine 1998. po prvi puta nastupa u igri parova, gdje joj je partnerica Martina Hingis. U prvom zajedničkom nastupu Hingis i Lučić osvojile su Australian Open, a Mirjana je s 15 godina i nepunih 11 mjeseci postala najmlađa tenisačica koja je osvojila jedan Grand Slam. Tjedan dana poslije nastupile su na Pan Pacificu u Japanu i opet osvojile naslov. Iste godine Mirjana je obranila naslov pobjednice turnira u Bolu, čime je sa 16 godina i 2 mjeseca postala najmlađa tenisačica u povijesti kojoj je uspjelo obraniti naslov na WTA Touru. Dobre rezultate u toj godini upotpunila je finalom Wimbledona u igri mješovitih parova s Indijcem Bhupathijem.
Godine 1999. Lučić je ostvarila najveći uspjeh u karijeri, plasman u polufinale Wimbledona, gdje je tijesno poražena od Steffi Graf (7:6(3), 4:6, 4:6). Na putu do finala svladala je i svjetsku igračicu broj 4 i deveterostruku Grand Slam pobjednicu Moniku Seleš sa 7:6, 7:6.
Nakon 1999. godine Lučić su mučile brojne ozljede i obiteljski problemi koji su je udaljili od profesionalnog tenisa. S majkom, sestrama i braćom odselila je iz Makarske u Tampu na Floridi. Vremenom je padala sve niže na WTA listi. Vraćala se par puta na pojedinim turnirima za koje je dobila pozivnicu, ali neuspješno.
U ožujku 2007. godine dobila je pozivnicu za WTA turnir u Indian Wellsu. Dobro ju je iskoristila, jer je nakon četiri godine ostvarila prvu pobjedu u glavnom ždrijebu nekog WTA turnira, svladavši Amerikanku Lindsay Nelson s 2:0 u setovima. U sljedećem kolu ispala je od 11. igračice svijeta, Ruskinje Ane Čakvetadze.
Lučić je 2010. nakon dužeg vremena zabilježila značajnije rezultate, uključujući i osvajanje dva ITF turnira. Uspjela je doći do prvog kola Wimbledona (prvi njezin Grand Slam nastup u glavnom turniru nakon 2002.) te do drugog kola US Opena. 15. studenog 2010. Mirjana se udala za Talijana Daniele Baroni i od tada koristi prezime Lučić-Baroni.
Godine 2011. ponovno je ušla u WTA Top 100 i postala najbolje rangirana hrvatska tenisačica. U svibnju je, ulaskom u četvrtfinale turnira u Strasbourgu, ostvarila najbolji rezultat još od polufinala Wimbledona 1999. godine.
Na US Open 2014. Lučić-Baroni je ponovo osvojila teniski svijet plasmanom u 4. kolo. U prvom kolu pobijedila je 25. nositeljicu Garbiñe Muguruza sa 6:3, 7:6(7:4), zatim Shahar Peer 6:7(8:10), 6:3, 6:2. To je bio njen prvi plasman u treće kolo nekog Grand Slam turnira poslije 1998. godine. Zatim je u trećem kolu priredila najveću senzaciju turnira pobijedivši 2. nositeljicu Simonu Halep u dva seta, 7:6(8:6), 6:2. Plasmanom u 4. kolo ostvarila je najbolji rezultat u karijeri na US Open i najbolji rezultat na Grand Slamu poslije Wimbledona 1999. U 4. kolu ju je zaustavila 13. nositeljica Sara Errani u tri seta, 3:6, 6:2, 0:6.
Na Roland Garrosu 2015. Lučić-Baroni je uspjela ponoviti svoj najbolji rezultat na ovom turniru plasmanom u 3. kolo. U prvom kolu je pobijedila mladu američku tenisačicu Lauren Davis 6:3, 3:6, 6:3, zatim u drugom dolazi do pobjede nad 3. nositeljicom Simonom Halep u dva seta, 7:5, 6:1, da bi u 3. kolu izgubila od Francuskinje Alizé Cornet 6:4, 3:6, 5:7.
Godinu 2017. Lučić-Baroni započela je nastupom na Australian Openu gdje je došla kao 79. tenisačica svijeta i u prvom kolu pobijedila Kineskinju Wang 4:6, 6:3, 6:4. U drugom kolu Lučić-Baroni je napravila veliko iznenađenje i pobijedila 3. nositeljicu Agnieszku Radwańska 6:3, 6:2. Treće kolo je najbolji plasman koji je Lučić-Baroni ostvarila na Australian Openu. U trećem je kolu bila bolja od grčke tenisačice Marie Sakkari 3:6, 6:2, 6:3. U osmini finala pobijedila je američku tenisačicu Jennifer Brady 6:4, 6:2 i plasirala se u četvrtinu finala. U četvrtini finala Lučić-Baroni je pobijedila 5. nositeljicu, Čehinju Karolínu Plíškovu, 6:4, 3:6, 6:4 i tako se plasirala u polufinale Grand Slam turnira prvi put poslije 18 godina i Wimbledona 1999. U polufinalu za Lučić-Baroni je ipak bila prejaka 2. tenisačica svijeta, Amerikanka Serena Williams svladavši je sa 6:2, 6:1 poslije 50 minuta borbe. Poslije Australian Opena Lučić-Baroni je ostvarila najbolji plasman u karijeri te se po prvi puta u karijeri našla među top 30 tenisačica svijeta te je od 30. siječnja 2017. na 29. mjestu WTA liste 
Najbolji plasman karijere prije Australian Opena 2017. bilo joj je 32. mjesto u singlu i 19. mjesto u paru (oba iz 1998. godine). Vrlo je uspješno od 1996. do 1998. nastupala i za hrvatsku Fed Cup reprezentaciju, gdje je u 13 nastupa zabilježila 12 pobjeda.

## Stil igre
Lučić je od prvog dana bila prepoznatljiva po napadačkom tenisu, udarcima na "sve ili ništa" s osnovne crte. Slabija su joj strana izlasci na mrežu.

## Osvojeni turniri

### Pojedinačno
| Br. | Datum            | Turnir      | Podloga | Protivnica u finalu | Rezultat            |
| 1.  | 4. svibnja 1997. | Bol         | zemlja  | Corina Morariu      | 7:5, 6:7(4), 7:6(5) |
| 2.  | 3. svibnja 1998. | Bol         | zemlja  | Corina Morariu      | 6:2, 6:4            |
| 3.  | 14. rujna 2014.  | Quebec City | tvrda   | Venus Williams      | 6:4, 6:3            |

### Parovi
| Br. | Datum            | Turnir          | Podloga | Partnerica     | Suparnice u finalu               | Rezultat      |
| 1.  | 1. veljače 1998. | Australian Open | tvrda   | Martina Hingis | Lindsay Davenport Nataša Zvereva | 6:4, 2:6, 6:3 |
| 2.  | 8. veljače 1998. | Tokio           | tvrda   | Martina Hingis | Lindsay Davenport Nataša Zvereva | 7:5, 6:4      |
| 3.  | 14. rujna 2014.  | Quebec City     | tvrda   | Lucie Hradecká | Julia Görges Andrea Hlaváčková   | 6:3, 7:6      |

## WTA ranking na kraju sezone
| Godina | Ranking |
| 1997.  | 52.     |
| 1998.  | 51.     |
| 1999.  | 50.     |
| 2000.  | 207.    |
| 2001.  | 191.    |
| 2002.  | 202.    |
| 2003.  | 335.    |
| 2004.  | -       |
| 2005.  | -       |
| 2006.  | -       |
| 2007.  | 454.    |
| 2008.  | 423.    |
| 2009.  | 288.    |
| 2010.  | 105.    |
| 2011.  | 116.    |
| 2012.  | 108.    |
| 2013.  | 104.    |
| 2014.  | 61.     |
| 2015.  | 67.     |
| 2016.  | 81.     |

Nastupi u Kupu Federacija
- Pojedinačno: 12/1

- Parovi: 2/2

## Vanjske poveznice
- WTA profil (engl.)